# Асангаро
Асангаро (исп. Azángaro, кечуа Asankaru) — город в юго-восточной части Перу. Административный центр одноимённой провинции в регионе Пуно. Расположен на высоте 3859 м над уровнем моря, к северу от озера Титикака. По данным переписи 2005 года население города составляет 15 009 человек; данные на 2010 год говорят о населении 16 353 человек.